# Vittorina Gementi
(Vittorina Gementi)
Vittorina Gementi (Porto Mantovano, 17 febbraio 1931 – Mantova, 3 giugno 1989) è stata un'insegnante e pedagogista italiana, fondatrice e animatrice della "Casa del Sole" di Curtatone (Mn), che dal 1966 è dedita all'educazione dei bambini e dei ragazzi portatori di handicap cerebrale.

## Biografia
Nacque a Gambarara, al tempo frazione di Porto Mantovano, prima di tre figlie di Primo, falegname, e di Evelina Varana, fervente cattolica. Consacrò la sua vita a Dio e si impegnò fin dalla giovinezza ad attività ecclesiali, sociali, educative e formative.
L'adolescenza di Vittorina venne segnata dalle vicende della seconda guerra mondiale, dopo la quale si trasferì con la famiglia a Cittadella, quartiere di Mantova, dove il padre aprì un negozio di mercerie. Frequentò per gli studi a Mantova l'Istituto del Redentore delle Suore della Riparazione e a Cittadella iniziò la sua attività parrocchiale di catechista e animatrice della Gioventù Femminile di Azione Cattolica.
Nel 1951, superato il concorso, iniziò la sua attività di maestra elementare e, dopo la chiusura del negozio del padre, sostenne la famiglia con il suo stipendio. Agli inizi della sua carriera venne assegnata alla scuola elementare di Vasto, frazione del comune di Goito, dove si prodigò affinché venisse aperta una scuola materna, a quel tempo assente: in via provvisoria venne aperta nel 1961. Nel 1955 Gementi venne trasferita alla scuola di Villanova de Bellis, frazione del comune di San Giorgio Bigarello, dove iniziò a seguire i bambini anche fuori dall'ambiente scolastico, applicando gli insegnamento del Vangelo. Grazie alla sua mediazione, venne aperta una scuola materna a Villanova de Bellis, frequentata da trenta alunni provenienti anche dalle zone rurali.
Nel settembre del 1960 iniziò la sua ventennale carriera politica iscrivendosi alla Democrazia Cristiana, che la candidò per le elezioni comunali di Mantova, risultando eletta nel consiglio comunale. Ottenne l'incarico di assessore all'assistenza, che la portò ad occuparsi in modo preciso delle scuole materne e degli asili e delle loro problematiche, legate anche a situazioni difficili di bambini disadattati e con carenze psichiche. Le successive elezioni del 1964 videro la riconferma della Gementi, che ricoprì la carica di vice sindaco per gli anni 1965-1970, prima donna che raggiunse l'incarico.

### La "Casa del Sole"
Nel 1966 fondò a San Silvestro di Curtatone la "Casa del Sole", con l'intento di offrire ai bambini difficili o disadattati un trattamento terapeutico ed educativo tale da permettere loro di apprendere norme di vita e nozioni tecniche e scientifiche, finalizzate al loro inserimento nella società. Cercò così di trovare una soluzione anche per i minori più indifesi e per i quali esistevano poche istituzioni. Il vescovo di Mantova Antonio Poma mise a disposizione della Gementi un edificio di proprietà della curia, la "Villa dei vetri", costruita nel 1873-76 in stile tardo gotico, edificio che necessitava di un completo restauro, iniziato nel 1966 grazie ai fondi reperiti a Milano e con l'aiuto di molti anonimi benefattori. Il 5 ottobre 1966 partì l'inserimento dei bambini e del personale insegnante e l'inaugurazione avvenne la settimana dopo, con sezioni di scuola materna e scuola elementare. La struttura ospitava bambini cerebropatici, insufficienti mentali o con handicap sensoriali o fisici. A fine anno la Casa accoglieva già 68 alunni e 18 addetti. La struttura divenne sempre più importante e nel 1973 risultò frequentata da 330 bambini. Papa Giovanni Paolo II, durante la sua visita pastorale a Mantova, il 23 giugno 1991 fece visita alla "Casa del Sole".
Vittorina Gementi morì a Mantova nel 1989 all'età di 58 anni a seguito di un male incurabile.

### Processo di beatificazione
La Diocesi di Mantova ha annunciato il 14 aprile 2025 l'avvio della fase diocesana del processo di beatificazione.

## Opere

### Pubblicazioni postume
- Inno alla vita. Scritti, discorsi, interviste dal 1966 al 1969, Prefazione di Mons. Carlo Ferrari vescovo di Mantova, Mantova, Grassi, 1991, SBN CFI0235046.
- La vita è sempre un dono. Scritti, discorsi, interviste dal 1963 al 1989, Mantova, Grassi, 1999, SBN LO10423899.
- Il dono del Sole. Scritti, discorsi, interviste dal 1951 al 1999, a cura della Associazione Educatori Vittorina Gementi e della Commissione Tecnico-etico-scientifica della Casa del Sole, Mantova, Grassi, 2009, SBN LO11293144.

### Atti di convegni
- L'eredità di Vittorina Gementi... un anno dopo, 2 giugno 1990. Atti del convegno, Mantova, Grassi, 1990.
- L'opera di Vittorina Gementi: origini e continuità, 1º giugno 1991. Atti del convegno, Mantova, Grassi, 1994.
- Tracce di un cammino, 11 ottobre 2003. Atti del convegno, Mantova, Grassi, 2004.